# Кульський Леонід Адольфович
Леонід Адольфович Кульський (10 квітня 1903, Новорадомськ — 25 листопада 1993) — український радянський хімік, член-кореспондент АН УРСР (з 1961), академік АН УРСР (з 26 грудня 1969 року), заслужений діяч науки УРСР, доктор технічних наук (1947), професор Київського інженерно-будівельного інституту (1948).

## Біографія
Народився 10 квітня 1903 року в місті Новорадомську (тепер Радомсько Польща). 
1920 року закінчив Київське реальне училище. У 1925 році закінчив Київський інститут народної освіти, в 1928 році — Ленінградський університет. У 1930-1933 працював у Київському філіалі НДІ споруд, у 1933-1937 - у Київському індустріальному інституті. 
З 1934 року працював в АН УРСР, у 1938-1965 роках — в Інституті загальної та неорганічної хімії АН УРСР. У 1965-1968 роках - керівник Сектору хімії та технології води АН УРСР. У 1968-1973 - заступник директора з наукової роботи Інституту колоїдної хімії і хімії води АН УРСР. 

Могила Леоніда Кульського

Помер 25 листопада 1993 року. Похований в Києві на Байковому кладовищі.

## Наукова діяльність
Леонід Кульський — один з основоположників наукового напряму хімічної технології — хімії і технології очищення води та засновник школи українських вчених, які працюють у цій галузі. 
Результати досліджень Леоніда Кульського набули практичного застосування при реконструкції ряду водопроводів і великих підприємств УРСР і РРФСР. Розробив апаратуру для обробки води.
Керував розробкою теоретичних основ і технологічних схем знезараження води. Починаючи з 1930-х років займався створенням апаратів та технологій для знезараження води (хлоратори типу ЛК). Під час Другої світової війни його дослідження допомогли вирішити ряд питань знезараження питної води для фронту та тилу. 
Багаторічні дослідження дали змогу вченому створити класифікацію домішок у воді за їх фазово-дисперсним станом та методів очищення води. 
Під керівництвом Леоніда Кульського як вченого в педагога захищено 12 докторських і 70 кандидатських дисертацій.
Протягом багатьох років читав курс лекцій "Хімія і технологія води" у Київському інженерно-будівельному інституті.
Був членом багатьох науково-технічних рад, секцій, комісій з проблем води і раціонального водоспоживання, членом вчених рад ВНЗ і НДІ. 

## Друковані праці
Леонід Кульський  - автор понад 800 наукових та науково-популярних праць та винаходів, автор 15 монографій та підручників. 
Серед робіт: 
- Кульський Л. А. Стационарный хлоратор ЛК-3, 1936
- Кульський Л. А. Переносной порционный хлоратор ЛК-4, 1936
- Кульський Л. А. Переносной хлоратор порционо-непрерывного действия ЛК-5, 1936
- Кульський Л. А. Аппаратура для хлорирования воды (хлораторы), 1936
- Кульський Л. А. Стационарный хлоратор ЛК-6, 1937
- Кульський Л. А., Гороновский И. Т. Руководство к установкам для электролитического хлорирования воды, 1943
- Кульський Л. А. Новы данные об очистке и обезвреживании воды хлором, 1946
- Кульський Л. А. Серебрянная вода, 1946
- Кульський Л. А. Серебрянная вода и ее применение в водоснабжении, пищевоый промышленности и медицине. Киев-Львов: Гостехиздат УССР, 1946
- Кульський Л. А. Хлоратор ЛК-11, 1946
- Кульський Л. А. Обеззараживание и очистка воды хлором. М.-Л:Изд. МКХ РСФСР, 1947
- Кульський Л. А., Гороновский И. Т. Гипохлоритный установки КГ-12, КГ-13 и КГ-14  для электролитического хлорирования воды на водопроводных станциях. К.:Изд. АН УССР, 1947
- Кульський Л. А. Технология обезввреживания питьевых вод. Львов- Киев:Гостехиздат Украины, 1948
- Кульський Л. А. Серебрянная вода. Ее свойства и применение. К.: Изд. АН УССР, 1956
- Кульський Л. А. Обеззараживание и очистка воды хлором. М.-Л:Изд. МКХ РСФСР, 1949; 1957
- Кульський Л. А. Рационализация технологии очистки питьевой воды. К.:Изд. АН УССР, 1951
- Кульський Л. А. Химия и технология воды. М.:Изд. МКХ СФСР, 1954
- Кульський Л. А., Гороновский И. Т., Тихонов В. К. Переносной приюор для контроля осаждения взвешенных веществ из воды. К.,1958
- Кульський Л. А. Химия и технология обработки воды. К.:Изд. АН УССР, 1960
- Кульский Л. А., Булава М. Н., Гороновский И. Т., Смирнов П. И. Проектирование и расчет очистных сооружений водопроводов. К.: Госстройихдат УССР, 1961
- Кульський Л. А., Гороновський І. Т. Автоматичні прилади для контролю та регулювання хіміко-технологічних процесів обробки води. К.:Вид. АН УРСР, 1961
- Кульський Л. А. Основы физико-химических методов обработки воды. М.ИИзд. МКХ РСФСР, 1962
- Кульський Л. А. Основы технологии кондиционирования воды. К.:Изд. АН УССР, 1963
- Кульський Л. А. Мероприятия по усовершенствованию технологчической схемы очистки воды на Днепровском водопроводе в связи с образованием Киевского моря. К.:Изд. Ин-та технической информации, 1965
- Кульський Л. А. Химия и технология обработки воды. К.:Госстройиздат, 1965
- Кульський Л. А. Очистка воды на основе классификации ее примесей. К.:ИТИ, 1967
- Кульський Л. А. Теоретическое обоснование технологии очистки воды. К.:Наукова думка, 1968
- Кульський Л. А. Основы технологии кодиционирования воды (Процессы и аппараты). К.:Изд. АН УССР, 1968
- Кульський Л. А. Теоретические основы и технология кондиционирования воды. К.:Наукова думка, 1971
- Кульський Л. А. Серебрянная вода. Изд. 6-е. К.:Наукова думка, 1971
- Кульский Л. А., Булава М. Н., Гороновский И. Т., Смирнов П. И. Проектирование и расчет очистных сооружений водопроводов. Изд. 2-е. К.:Будівельник, 1972
- Кульський Л. А. Вода и ее использование в настоящем и будущем. К.:Знание, 1977
- Кульський Л. А. Серебрянная вода. Изд. 8-е., дополненное К.:Наукова думка, 1977
- Кульський Л. А. Теоретические основы и технология кондиционирования воды. К.:Наукова думка, 1980
- «Вдосконалення патентного інформаційного забезпечення проблеми „Охорона довколишнього середовища“», 1981, співавтори Крайчинська Галина Пилипівна, Кудельська Галина Антонівна, Калитич Георгій Ілліч, Лободіна Ганна Миколаївна, Маркова Наталія Павлівна, Тищенко Генріетта Григорівна.
- Кульський Л. А. Серебрянная вода. Изд. 8-е., дополненное К.:Наукова думка, 1982
- Кульський Л. А. Теоретические основы и технология кондиционирования воды. - 4-е изд., перераб. и дополн. К.: Наукова думка, 1983
- Кульський Л. А. Основы химм и технологии воды. К.: Наукова думка, 1991

## Відзнаки
- Нагороджений орденом Трудового Червоного Прапора, іншими орденами (орденом Леніна, двома орденами "Знак Пошани"), 5 медалями.
- Заслужений діяч науки і техніки УРСР (1968).
- Лауреат Державної премії УРСР в галузі науки і техніки (1976).
- Почесна Грамота Президента Верховної Ради УРСР (1980)
- Лауреат премії АН УРСР імені Л. В. Писаржевського (1985).